# Vernais
Pour les articles ayant des titres homophones, voir Vernet et Verney.
Vernais est une commune française située dans le département du Cher, en région Centre-Val de Loire.

## Géographie

### Climat
Pour des articles plus généraux, voir Climat du Centre-Val de Loire et Climat du Cher.
En 2010, le climat de la commune est de type climat océanique dégradé des plaines du Centre et du Nord, selon une étude du CNRS s'appuyant sur une série de données couvrant la période 1971-2000. En 2020, Météo-France publie une typologie des climats de la France métropolitaine dans laquelle la commune est exposée à un climat océanique altéré et est dans une zone de transition entre les régions climatiques « Centre et contreforts nord du Massif Central » et « Ouest et nord-ouest du Massif Central ». 
Pour la période 1971-2000, la température annuelle moyenne est de 11,2 °C, avec une amplitude thermique annuelle de 15,8 °C. Le cumul annuel moyen de précipitations est de 769 mm, avec 11,3 jours de précipitations en janvier et 7,4 jours en juillet. Pour la période 1991-2020, la température moyenne annuelle observée sur la station météorologique la plus proche, située sur la commune d'Isle-et-Bardais à 11 km à vol d'oiseau, est de 11,8 °C et le cumul annuel moyen de précipitations est de 777,6 mm,. Pour l'avenir, les paramètres climatiques de la commune estimés pour 2050 selon différents scénarios d'émission de gaz à effet de serre sont consultables sur un site dédié publié par Météo-France en novembre 2022.

## Urbanisme

### Typologie
Au 1er janvier 2024, Vernais est catégorisée commune rurale à habitat très dispersé, selon la nouvelle grille communale de densité à 7 niveaux définie par l'Insee en 2022.
Elle est située hors unité urbaine. Par ailleurs la commune fait partie de l'aire d'attraction de Saint-Amand-Montrond, dont elle est une commune de la couronne,. Cette aire, qui regroupe 36 communes, est catégorisée dans les aires de moins de 50 000 habitants,.

### Occupation des sols
L'occupation des sols de la commune, telle qu'elle ressort de la base de données européenne d’occupation biophysique des sols Corine Land Cover (CLC), est marquée par l'importance des territoires agricoles (87,5 % en 2018), une proportion identique à celle de 1990 (87,5 %). La répartition détaillée en 2018 est la suivante : 
prairies (51,4 %), terres arables (33,5 %), forêts (11,6 %), zones agricoles hétérogènes (2,6 %), milieux à végétation arbustive et/ou herbacée (1 %).
L'évolution de l’occupation des sols de la commune et de ses infrastructures peut être observée sur les différentes représentations cartographiques du territoire : la carte de Cassini (XVIIIe siècle), la carte d'état-major (1820-1866) et les cartes ou photos aériennes de l'IGN pour la période actuelle (1950 à aujourd'hui).

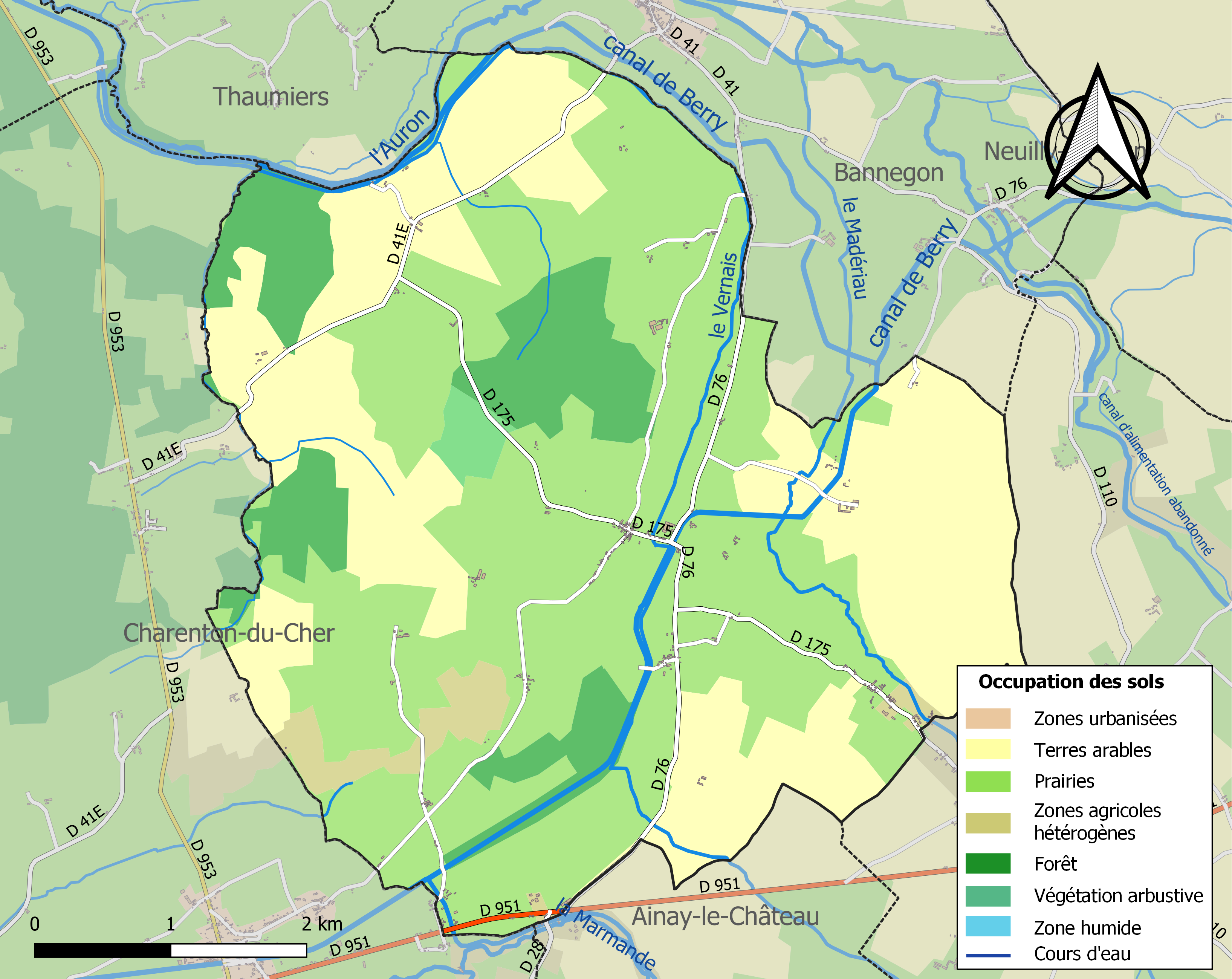
Carte des infrastructures et de l'occupation des sols de la commune en 2018 (CLC).

### Risques majeurs
Le territoire de la commune de Vernais est vulnérable à différents aléas naturels : météorologiques (tempête, orage, neige, grand froid, canicule ou sécheresse), mouvements de terrains et séisme (sismicité faible). Il est également exposé à un risque technologique, la rupture d'un barrage. Un site publié par le BRGM permet d'évaluer simplement et rapidement les risques d'un bien localisé soit par son adresse soit par le numéro de sa parcelle.

#### Risques naturels

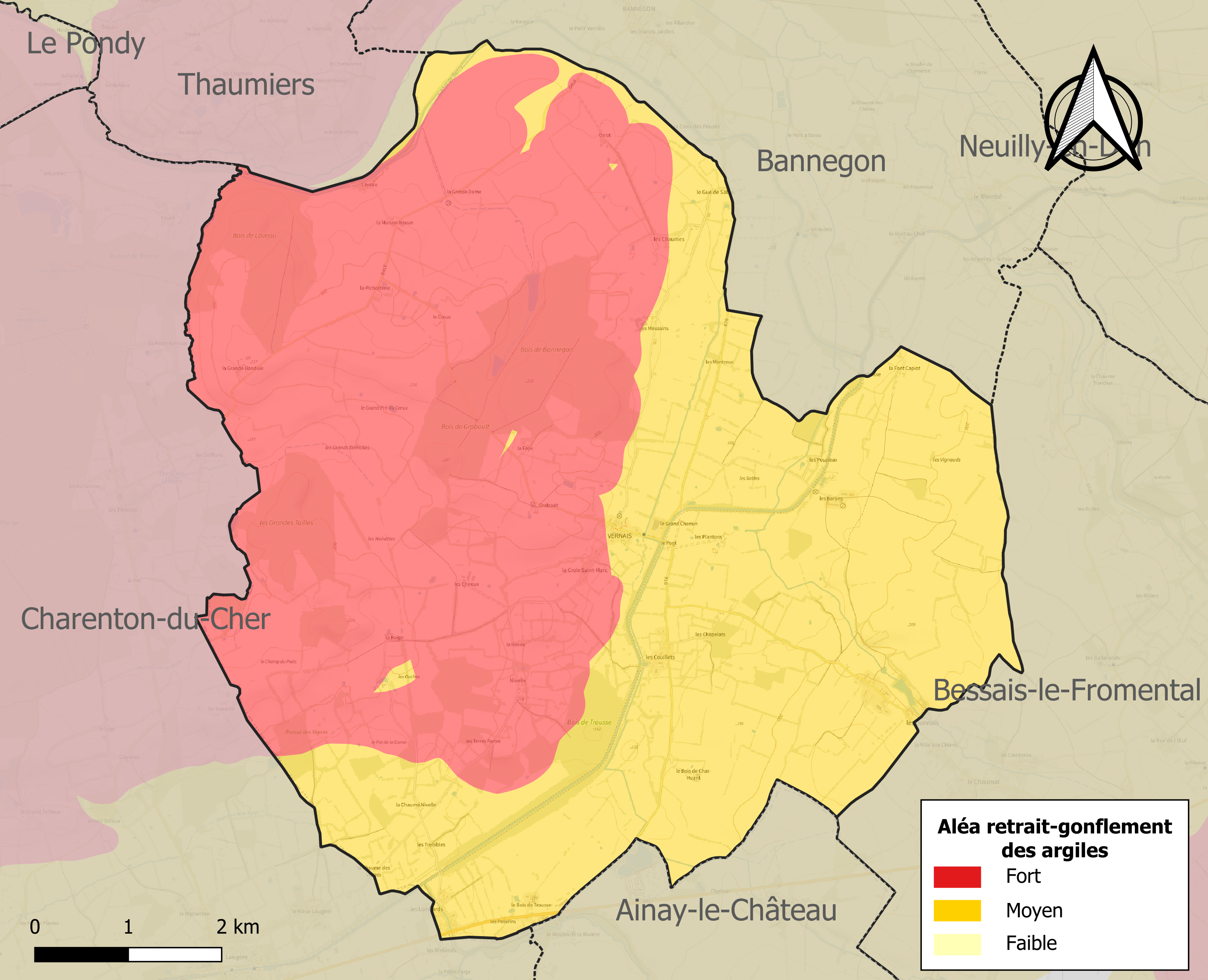
Carte des zones d'aléa retrait-gonflement des sols argileux de Vernais.

La commune est vulnérable au risque de mouvements de terrains constitué principalement du retrait-gonflement des sols argileux. Cet aléa est susceptible d'engendrer des dommages importants aux bâtiments en cas d’alternance de périodes de sécheresse et de pluie. La totalité de la commune est en aléa moyen ou fort (90 % au niveau départemental et 48,5 % au niveau national). Sur les 122 bâtiments dénombrés sur la commune en 2019, 122 sont en aléa moyen ou fort, soit 100 %, à comparer aux 83 % au niveau départemental et 54 % au niveau national. Une cartographie de l'exposition du territoire national au retrait gonflement des sols argileux est disponible sur le site du BRGM,.
Concernant les mouvements de terrains, la commune a été reconnue en état de catastrophe naturelle au titre des dommages causés par la sécheresse en 2018 et 2020 et par des mouvements de terrain en 1999.

#### Risques technologiques
La commune est en outre située en aval du barrage de l'étang de Goule, de classe B. À ce titre elle est susceptible d’être touchée par l’onde de submersion consécutive à la rupture de cet ouvrage.

## Histoire
En 1569, Nicolas de Nicolay décrit la cité dans sa Générale description du Bourbonnais comme « Vernais-le-grand et Vernais-le-petit qui n'est qu'une paroisse combien qu'elle soit mise en la taille pour deux collectes, estant ladite paroisse de la justice d'Ainay, contient 73 feux. »
Le village de Vernais possède deux églises. L'une date du XIIe siècle et se nomme chapelle Notre-Dame qui dépendait de l'abbaye Notre-Dame de Bellavaux de Charenton. Cette église fut vendue lors de la révolution. Pour la remplacer, la nouvelle fut construite en 1863, sa particularité est que le clocher-mur laisse entrevoir la cloche. Il y a aussi la gare des chapelas qui date du XIXe siècle.

## Politique et administration

### Liste des maires
| Période                                  | Période      | Identité        | Étiquette | Qualité                       |
| ---------------------------------------- | ------------ | --------------- | --------- | ----------------------------- |
| avant 1981                               | ?            | Jacques Pinel   |           |                               |
| mars 2001                                | mars 2014    | Charles Adolph  |           |                               |
| mars 2014                                | juillet 2020 | Philippe Boulic |           | Cadre (secteur privé)         |
| juillet 2020                             | En cours     | Charles Adolph, |           | Ancien agriculteur exploitant |
| Les données manquantes sont à compléter. |              |                 |           |                               |

### Politique environnementale
Dans son palmarès 2016, le Conseil National des Villes et Villages Fleuris de France a attribué une fleur à la commune au Concours des villes et villages fleuris.

## Démographie
L'évolution du nombre d'habitants est connue à travers les recensements de la population effectués dans la commune depuis 1793. Pour les communes de moins de 10 000 habitants, une enquête de recensement portant sur toute la population est réalisée tous les cinq ans, les populations de référence des années intermédiaires étant quant à elles estimées par interpolation ou extrapolation. Pour la commune, le premier recensement exhaustif entrant dans le cadre du nouveau dispositif a été réalisé en 2006.

En 2022, la commune comptait 184 habitants, en évolution de −6,12 % par rapport à 2016 (Cher : −2,48 %, France hors Mayotte : +2,11 %).
| 1793 | 1800 | 1806 | 1821 | 1831 | 1836 | 1841 | 1846 | 1851 |
| ---- | ---- | ---- | ---- | ---- | ---- | ---- | ---- | ---- |
| 380  | 368  | 350  | 460  | 413  | 411  | 425  | 428  | 437  |

| 1856 | 1861 | 1866 | 1872 | 1876 | 1881 | 1886 | 1891 | 1896 |
| ---- | ---- | ---- | ---- | ---- | ---- | ---- | ---- | ---- |
| 434  | 432  | 476  | 468  | 495  | 482  | 462  | 425  | 426  |

| 1901 | 1906 | 1911 | 1921 | 1926 | 1931 | 1936 | 1946 | 1954 |
| ---- | ---- | ---- | ---- | ---- | ---- | ---- | ---- | ---- |
| 413  | 441  | 380  | 347  | 357  | 344  | 321  | 329  | 322  |

| 1962 | 1968 | 1975 | 1982 | 1990 | 1999 | 2006 | 2011 | 2016 |
| ---- | ---- | ---- | ---- | ---- | ---- | ---- | ---- | ---- |
| 301  | 294  | 296  | 280  | 255  | 232  | 222  | 217  | 196  |

| 2021 | 2022 | - | - | - | - | - | - | - |
| ---- | ---- | - | - | - | - | - | - | - |
| 186  | 184  | - | - | - | - | - | - | - |

## Culture locale et patrimoine

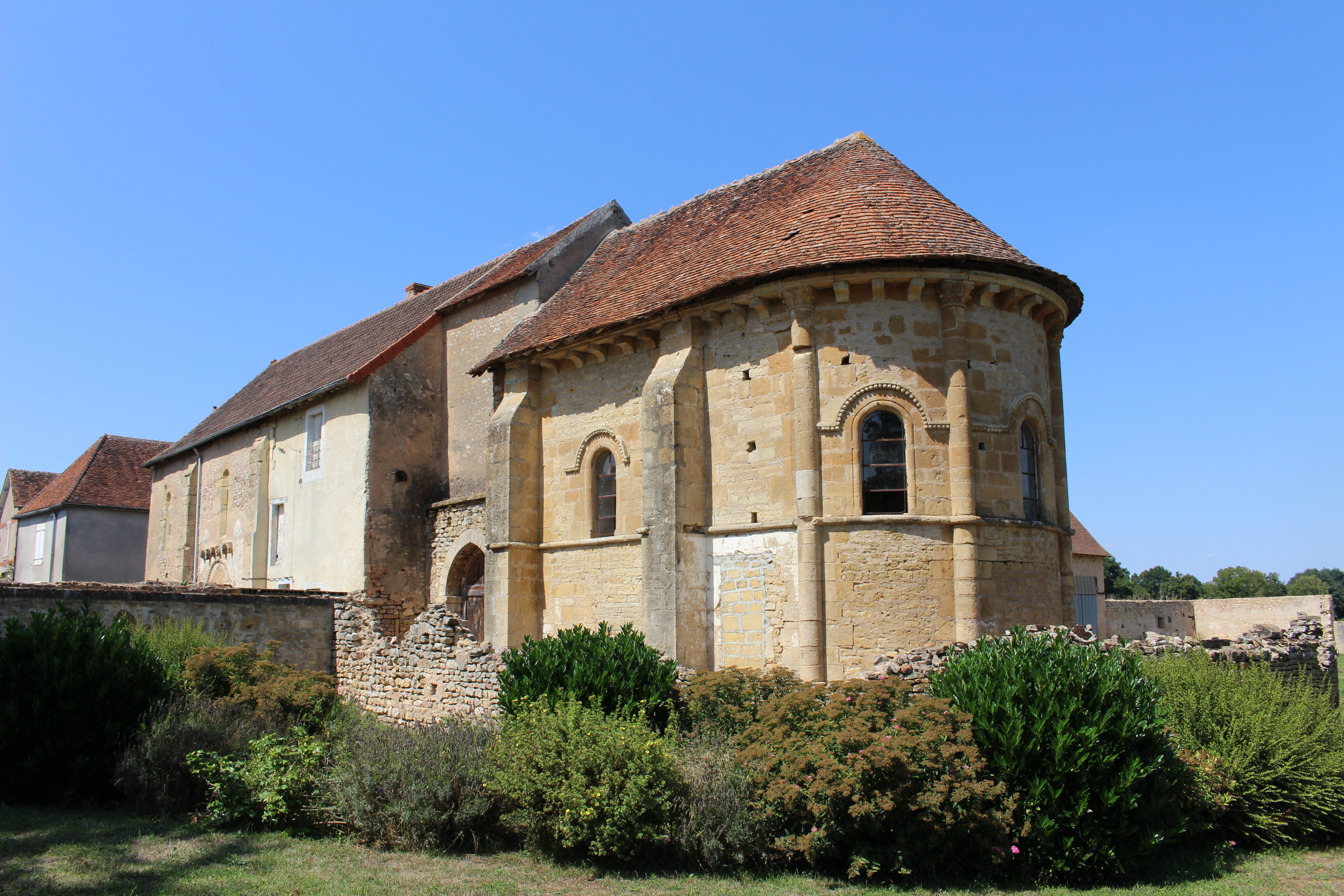
Église Notre-Dame de Vernais

### Lieux et monuments
- Église Notre-Dame, édifiée au milieu du XIIe siècle et au XIIIe siècle. L'église ainsi que son mur de clôture furent classés par arrêté du 10 mai 1995. L’église devient la propriété de la commune par legs de son dernier propriétaire Omer Faure Du Pont.
- Ce prieuré relevait de l’abbaye bénédictine féminine de Charenton. En 1410 : Isabeau de la Pointe est la prieure. Il fut vendu à la Révolution comme bien national. La nef devint bâtiment agricole puis habitation. Le chœur et l’abside sont conservés pour devenir chapelle privée et lieu de sépulture des derniers propriétaires.
- Un prieuré-cure, supprimé en 1503 dépendait de l'abbaye bénédictine de femmes de Charenton-du-Cher.